# 双峰云栈

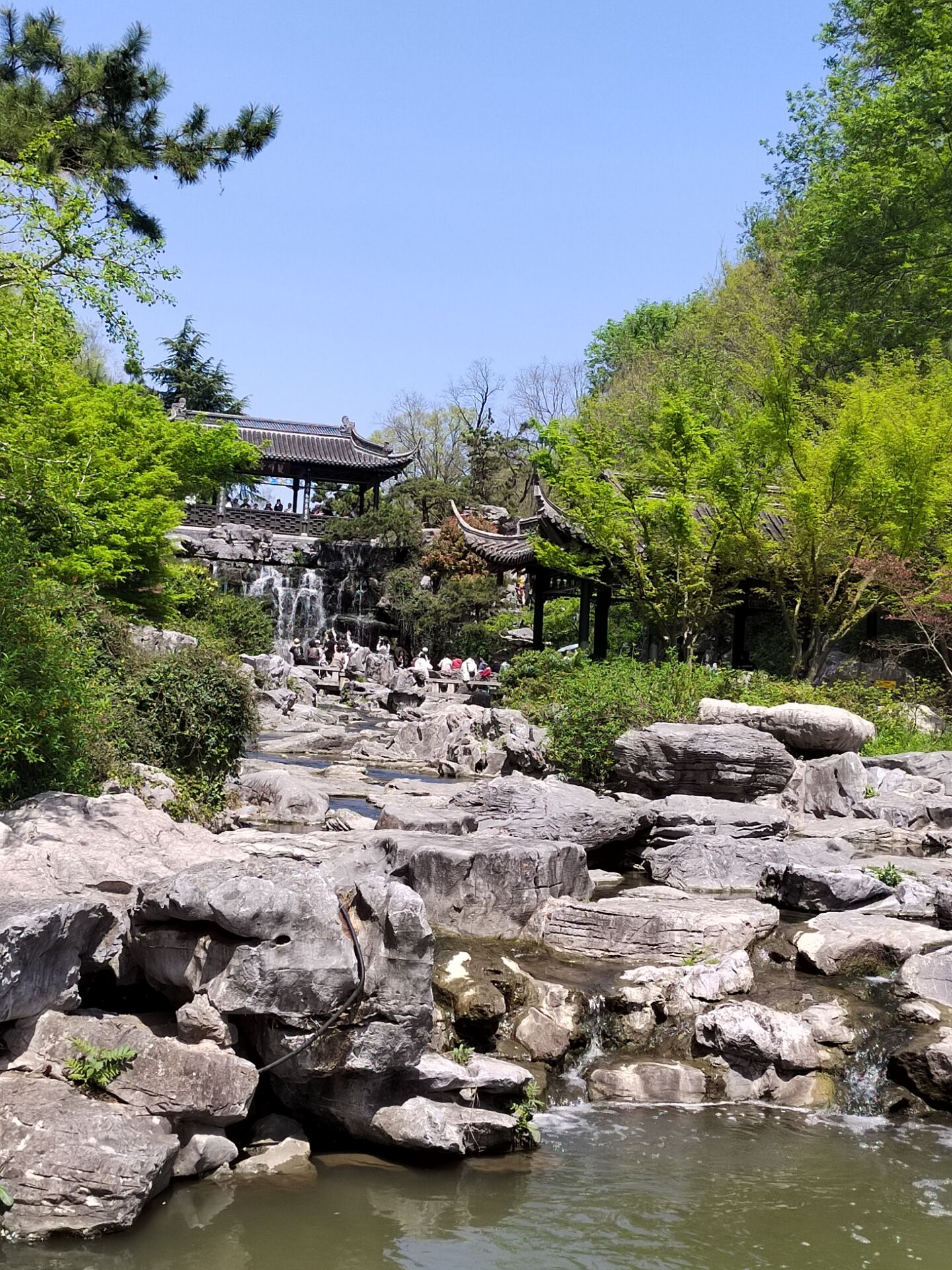
双峰云栈

双峰云栈是清代扬州北郊二十四景之一，由清乾隆年间按察使衔大盐商程玓修建，供乾隆南巡游玩。2014年3月原址复建。西侧紧邻扬州烈士陵园和大明寺，对面为瘦西湖公园北门。

## 位置
双峰云栈的位置在蜀冈东峰与中峰之间，“双峰”是指蜀冈的东峰与中峰，东侧为“万松叠翠”。

## 名胜
双峰云栈在两山之间，利用蜀冈中峰、东峰间的地势，“中有瀑布三级，飞琼溅雪，汹涌澎湃”，上架栈道木桥，筑有听泉楼、露香亭、环绿阁。
听泉楼楼下有联：“瀑布松杉常带雨，橘州风浪半浮花”，楼上也有联：“风生碧涧鱼龙跃，月照青山松柏香”。
环绿阁有联：“碧树锁金谷，遥天倚翠岑”。
露香亭有联：“泽兰浸小径，流水响空山”。